# Небожинский, Назар Владимирович
Назар Владимирович Небожинский (укр. Назар Володимирович Небожинський, позывной — Дум; 23 января 1999, Ровно — 30 марта 2022, Новая Басань) — украинский военнослужащий, младший сержант, участник российско-украинской войны. Герой Украины (29 сентября 2023, посмертно).

## Биография
Назар Небожинский родился 23 января 1999 года в городе Ровно. С детства увлекался спортом, играл в бейсбол, а также был тренером по бейсболу и софтболу.
В 2016 году поступил в Национальный университет водного хозяйства и природопользования, где получил степень бакалавра. После окончания университета в 2020 году добровольно вступил в ряды Вооружённых сил Украины.
Служил наводчиком боевой машины пехоты в 10-й отдельной горно-штурмовой бригаде. С первых дней полномасштабного вторжения России в Украину находился в эпицентре боевых действий.
30 марта 2022 года, во время боёв за освобождение села Новая Басань в Черниговской области, Назар получил смертельное ранение.
Похоронен 4 апреля 2022 года в родном городе Ровно на Аллее Героев Нового кладбища.

## Награды
- Звание «Герой Украины» с удостоением ордена «Золотая Звезда» (29 сентября 2023, посмертно) — за личное мужество и героизм, проявленные в защите государственного суверенитета и территориальной целостности Украины, верность военной присяге[6].
- Орден «За мужество» III степени (20 апреля 2022, посмертно) — за личное мужество и самоотверженные действия, проявленные в защите государственного суверенитета и территориальной целостности Украины, верность военной присяге[7].

## Память
В честь Назара Небожинского названа одна из улицы Ровно.